# TSV Pfersee Augsburg
Der TSV Pfersee Augsburg wurde 1885 im Stadtteil Pfersee der bayerischen Großstadt Augsburg gegründet. Sportliche Erfolge feierte vor allem die Fußballabteilung: Die Herrenmannschaft war in den 1940er-Jahren südbayerischer Gauligist, die Frauenfußball-Abteilung spielte zeitweise in der Regionalliga Süd. Daneben besitzt der Verein noch Mannschaften in der Rhythmischen Sportgymnastik, im Tischtennis und im Volleyball. 

## Herrenfußball
Der TSV Pfersee gehörte in der Saison 1943/44 als einer von vier Augsburger Vereinen der Gauliga Südbayern an und schloss sich zur Saison 1944/45 mit einer Betriebsmannschaft der Deutschen Reichsbahn zu einer Kriegsspielgemeinschaft zusammen, die sich Reichsbahn-SG Pfersee nannte. In der Saison 1972/73 gab der Verein ein einjähriges Gastspiel in der bayerischen Landesliga Süd.

## Frauenfußball
Die Damen- und Mädchenmannschaften des TSV Pfersee gelten neben denen des Lokalrivalen TSV Schwaben Augsburg als die erfolgreichsten im Regierungsbezirk Schwaben. Die erste Damenmannschaft spielte kurzzeitig in der Regionalliga Süd, stieg von dort aber innerhalb von zwei Jahren über die Bayern- in die Landesliga ab.

## Tischtennis
Der TSV Pfersee besitzt zwei Herren- und eine Juniorenmannschaft. In der Saison 2007/08 gelang sowohl der ersten als auch der zweiten Herrenmannschaft der Aufstieg aus der Kreisliga in die Bezirksliga, inzwischen (Saison 2010/11) spielt die erste Herrenmannschaft nur mehr in der 2. Kreisliga, die zweite Mannschaft in der 4. Kreisliga – der dreizehnten und damit untersten Liga.